# Britney (álbum)
Britney es el tercer álbum de estudio de la cantante estadounidense Britney Spears, fue publicado el 6 de noviembre de 2001 por el sello discográfico Jive Records. Buscando la transición de los estilos teen pop de sus álbumes anteriores, ...Baby One More Time (1999) y Oops!... I Did It Again (2000), Spears comenzó a adoptar un sonido maduro con su siguiente trabajo de estudio. Musicalmente, Britney incorpora géneros de pop y dance pop con influencias de R&B y de vez en cuando se sumerge en los elementos de disco, hip hop y el rock; sus letras abordan temas de alcanzar la edad adulta y ser provocativa e inocente.
Tras el éxito comercial de sus dos primeros álbumes de estudio, Spears comenzó a grabar las canciones de Britney a principios del año 2001. El resultado, de acuerdo con los críticos, reflejó una etapa de transición, luego de que la cantante incursionara en un estilo musical más maduro y experimental, y luego de que se acreditara, por primera vez, como coescritora de varias de sus canciones. Complementariamente, una parte de Britney fue respaldada por productores que trabajaron por primera vez con Spears, como The Neptunes, mientras que otra, fue respaldada por productores que ya habían trabajado con la cantante, como Rodney «Darkchild» Jerkins y el reconocido Max Martin.
La promoción de Britney involucró, entre los años 2001 y 2002, a la gira musical Dream Within a Dream Tour, la que tras su paso por América del Norte y Japón generó ganancias mayores a los $43,7 millones. Además de ello, en dicho período cinco canciones fueron lanzadas como sus sencillos: «I'm a Slave 4 U», «Overprotected», «I'm Not a Girl, Not Yet a Woman», «I Love Rock 'N' Roll» y «Boys».
Tras su lanzamiento, Britney recibió reseñas mixtas de los críticos. Por otro lado, con la figura de la cantante ya consolidada, a finales de 2001, Britney debutó en las primeras posiciones de numerosos rankings de ventas de álbumes alrededor del mundo. Caso especial fue el de la Billboard 200 de Estados Unidos, donde se convirtió, instantáneamente, en el tercer álbum de estudio número uno consecutivo de Spears tras vender 746 mil copias en su primera semana en el país. En suma, a nivel mundial, Britney ha vendido más de 10 millones de copias, los cuales le convierten en el tercer álbum de mayor éxito comercial de Britney Spears, después de ...Baby One More Time y Oops!... I Did It Again (álbum).
En suma, sus ventas en Estados Unidos llevaron a que Britney se convirtiera en el 64° álbum más vendido de toda la década del 2000 en el país. Ello contribuyó a que Britney Spears se alzara como la 2.ª artista más exitosa de dicha década, en lo que respecta a ventas de álbumes en el país, tras quedar solo detrás del rapero estadounidense Eminem.

## Antecedentes
Luego de consolidar su figura en la industria musical del pop con sus exitosos dos primeros álbumes de estudio, ...Baby One More Time y Oops!... I Did It Again, Britney Spears comenzó a grabar su tercer álbum de estudio inmediatamente a comienzos del año 2001. De acuerdo a declaraciones de la cantante, el resultado reflejó lo que ella entonces era, por lo que llamó a este Britney. Por su parte, en el proceso se grabaron veintitrés canciones, de las cuales solo doce formaron parte de la edición estándar de Britney. Dado que la cantante dio las ideas sobre los conceptos que se desarrollaron en algunas de ellas, y a que escribió tanto las melodías y las letras de otras cinco, ella sintió que Britney fue su primer álbum de estudio al que realmente le había dedicado su tiempo. Ello, gracias al respaldo que recibió por parte del dúo estadounidense conformado por Brian Kierulf y Josh Schwartz, y también dado que en el pasado solo había coescrito una única canción: "Dear Diary" de Oops!... I Did It Again. Al respecto, la cantante declaró:

Así, cuando escucho el álbum completo, es mucho más especial. No sé si soy la mejor compositora del mundo, pero me divertí mucho haciéndolo, sólo espero mejorar y crecer.
Britney Spears

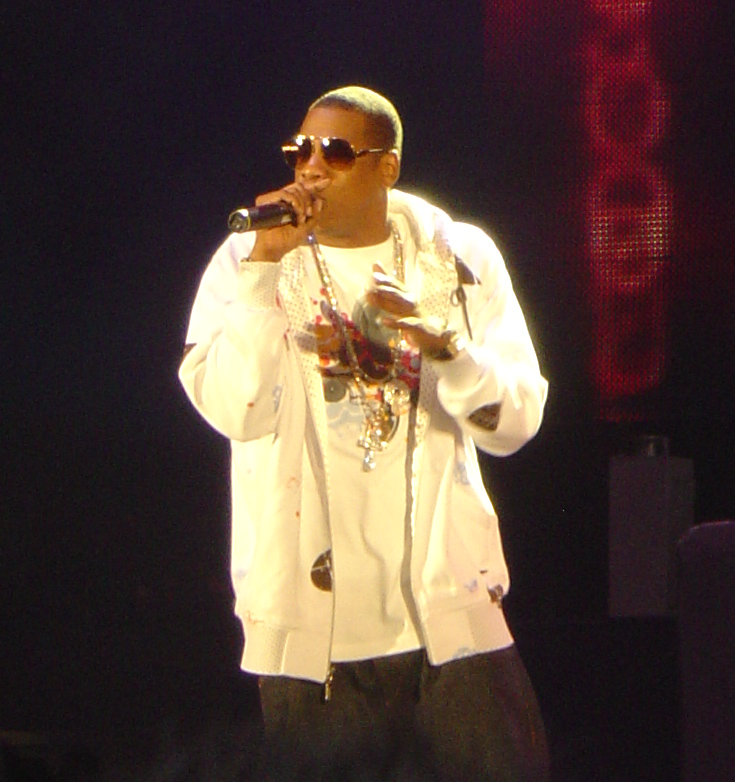
Jay-Z, una de las grandes «inspiraciones» de la cantante para la creación de Britney.

Además de ello, de acuerdo a declaraciones de la propia Britney Spears, durante el segundo semestre del año 2000, mientras se encontraba realizando su gira musical Oops!... I Did It Again World Tour, ella se había inspirado tanto en una gran cantidad de hip hop y rhythm and blues, como en el rapero Jay-Z y en el surgiente dúo estadounidense The Neptunes. Su inspiración le llevó a manifestarle a los ejecutivos de su sello discográfico, Jive Records, su deseo de trabajar con The Neptunes, y de hacer de Britney un álbum de estudio «osado y funky». Al respecto, dado que algunos críticos señalaron que con sus inspiraciones la cantante podría rebasar a su público adolescente, Britney Spears aclaró:

No es mi intención dejar a mis fans jóvenes. Sólo quiero llegar a una generación anterior con Britney también. No podía hacer una tercera parte de ...Baby One More Time. Tuve que cambiar y rezo para que la gente piense que es genial.
Britney Spears

## Producción
La producción de Britney reclutó tanto a productores prestigiosos que ya habían trabajado anteriormente con la cantante, como a otros que trabajaron por primera vez con ella. Entre los primeros, se incluye a los suecos Max Martin y Rami, quienes produjeron a las canciones más importantes de los dos primeros álbumes de estudio de Britney Spears, incluyendo a «...Baby One More Time» y «Oops!... I Did It Again». Por su parte, su producción en Britney incluyó a «Overprotected», «Cinderella» y «Bombastic Love», y a su única balada: «I'm Not a Girl, Not Yet a Woman», la que fue coescrita por la cantante británica Dido.
Otra de las figuras que volvió a trabajar con la cantante fue el productor estadounidense de rhythm and blues Rodney "Darkchild" Jerkins, quien solo el año anterior había producido su cover de «(I Can't Get No) Satisfaction» de The Rolling Stones, para Oops!... I Did It Again, y quien en el mismo año se alzó como el principal productor de Invincible, el último álbum de estudio de Michael Jackson. Por su parte, en Britney, además de «Lonely» y a petición de la propia cantante, su producción nuevamente abarcó a un cover para ella: «I Love Rock 'N' Roll». Aunque la versión original de esta fue de la banda The Arrows, la versión de Britney Spears fue acreditada como un cover de la exitosa versión de 1981 de Joan Jett and the Blackhearts. En cuanto a su nuevo trabajo con la cantante, Rodney "Darkchild" Jerkins sostuvo que en Britney ciertamente tuvo la oportunidad de hacer todo lo que quiso, para llevar a Britney Spears a un «siguiente nivel».
En el margen de los productores que trabajaron por primera vez con la cantante, se incluye al entonces surgiente dúo hip-hop estadounidense The Neptunes, cuya producción en Britney comprendió a «I'm a Slave 4 U» y «Boys». Al respecto, Pharrell Williams, uno de los miembros del dúo, sostuvo que en Britney ellos quisieron hacer algo más allá que simplemente crear canciones exitosas, pues deseaban «inyectar más variedad» y «reformular» el rhythm and blues. Otro dúo estadounidense que trabajó por primera vez con Britney Spears fue el conformado por Brian Kierulf y Josh Schwartz, quienes produjeron a «Anticipating», «Let Me Be» y «That's Where You Take Me».

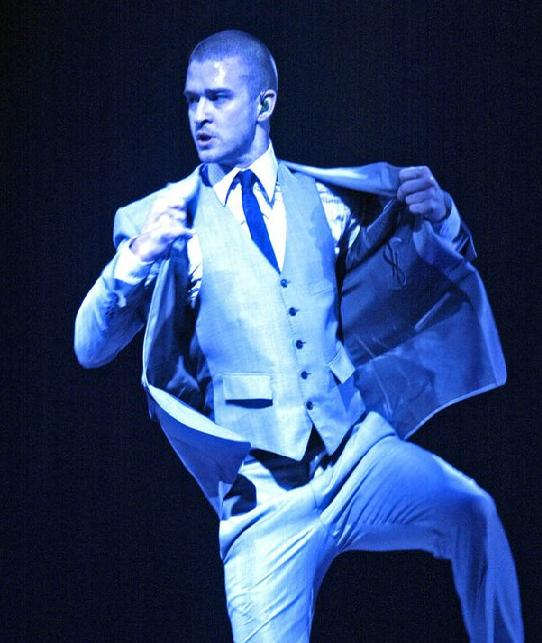
Justin Timberlake, productor de «What It's Like to Be Me» junto a Wade Robson.

Paralelo a ello, en «What It's Like to Be Me» se alzó el dúo conformado por el coreógrafo Wade Robson, quien posteriormente dirigió el Dream Within a Dream Tour, y el cantante Justin Timberlake, quien además de ser miembro de la banda 'N Sync, era el entonces novio de Britney Spears. Dado a su relación con este último, la cantante admitió que se sintió «nerviosa» en las grabaciones con él, más que gracias a sus sugerencias, ella logró superar sus nervios y hacer una de sus «mejores» grabaciones. Con ello, Justin Timberlake marcó la primera instancia en las que figuró acreditado como productor de un trabajo impropio.
Aunque uno de los productores más anticipados de Britney fue Brian "BT" Transeau, quien revolucionó la música de las películas y se alzó como el inventor del «pop sucio» tras sus exitosos e innovadores trabajos con 'N Sync, solo una de sus dos producciones fue incluida en Britney, mas solamente como un bonus track: «Before the Goodbye». Al respecto, la cantante admitió que se sintió «decepcionada», pues consideraba que él era un «genio» en todo lo que hacía.

## Recepción

### Crítica
La respuesta crítica a Britney fue mixta. Según Metacritic, que asigna una calificación normalizada de 100 a comentarios de la prensa dominante, el álbum recibió una puntuación de 58, basada en 13 reseñas.
La revista Rolling Stone dijo del disco: «Britney demuestra lo obvio: Britney es de un mes de distancia entre la veintena y claramente necesita para crecer si se va a llevar a lo largo de sus fanes.»
Los 100 de Entertainment Weekly del 4 de julio de 2008 celebraron las 1000 mejores películas, programas de televisión, discos, libros, etc desde 1983 hasta 2008. En la categoría "The Classics: Música", Britney fue incluido en el número noventa y siete en la lista de los 100 mejores álbumes de los veinte años anteriores y cinco años.
Stephen Thomas Erlewine, de la guía web Allmusic, sostuvo que el título «lo decía todo», pues Britney era el álbum de estudio en donde estaba todo sobre la cantante, en donde ella se esforzó en profundizar en su persona, un poco más adulta, pero aún reconocible. Además de ello señaló que, en términos rítmicos y melódicos, y dado a la determinación y al compromiso de la cantante, Britney era más agudo, más duro y más atractivo que ...Baby One More Time y Oops!... I Did It Again. Si bien no se puede negar que esta reinvención y la declaración de la individualidad perseguido es sin duda un movimiento calculado, no se puede negar que es eficaz. Ella es coescrito más canciones que nunca antes, y estas son selecciones fuertes. Estos son pequeños pasos hacia adelante. Suena como el trabajo de una estrella que ahora ha encontrado su voz y refinado, lo que su mejor disco aún (y que rivaliza con álbum homónimo de Mandy Moore como el mejor disco pop-adolescente aún en libertad). Basta de una reinvención a sugerir que Britney se sabe qué hacer cuando el adolescente fenómeno pop de 1999-2001 pasa por buena.

### Comercial

En Europa Britney fue certificado doble Platino por la IFPI, a modo de acreditación de ventas de 4 millones de copias.

En Europa Britney debutó como un éxito N.º 2 en ventas a nivel continental, luego de no poder desbandar del N.º 1 a Invincible de Michael Jackson, de opacar a los debuts de Echoes: The Best of Pink Floyd de Pink Floyd y All This Time de Sting, y de superar, temporalmente, al apogeo comercial de Escape de Enrique Iglesias. Por su parte, el debut de Britney se debió a que este debutó como un éxito N.º 1 en ventas en Alemania, Austria y Suiza, y como un sólido top 10 en Bélgica —en las regiones de Flandes y Valonia—, Dinamarca, Francia, Irlanda, Italia, Noruega, el Reino Unido y Suecia. Tras ello, Britney fue certificado de Platino por cada una de las tres organizaciones nacionales más importantes de la industria musical del continente: la BPI, la IFPI Germany y la SNEP, del Reino Unido, Alemania y Francia, respectivamente. En suma, a nivel continental Britney fue certificado dos veces de Platino por la IFPI en el año 2002, lo que acreditó la venta de 2 millones de copias en Europa.
Paralelamente, en Oceanía Britney debutó como un éxito N.º 4 en ventas en Australia. Ello, tras no poder superar a los apogeos comerciales de Fever de Kylie Minogue y Best of The Corrs de The Corrs, y al debut de White Lilies Island de Natalie Imbruglia. Pese a ello, en el año 2002 este fue certificado dos veces de Platino por la ARIA en el país, a modo de acreditación de ventas de 140 mil copias.
Por su parte, en América Anglosajona Britney debutó como un éxito N.º 1 en ventas en Canadá y los Estados Unidos, países donde se convirtió, simultáneamente, en el tercer álbum N.º 1 de Britney Spears. Ello, tras opacar a los debuts de Echoes: The Best of Pink Floyd de Pink Floyd y solo después de un año desde que Oops!... I Did It Again debutó como un éxito N.º 1 en ventas en ambos países. Tras ello, Britney fue certificado cuatro veces de Platino por la RIAA, en Estados Unidos, y tres veces de Platino por la CRIA, en Canadá, país donde dicha certificación acreditó la venta de 300 mil copias. Por su parte, en América Latina Britney fue certificado de Oro por la ABPD, en Brasil, y de Platino por la CAPIF, en Argentina. Ello, a modo de acreditación de ventas de 50 y 40 mil copias, respectivamente.
Estados Unidos

En Estados Unidos, Britney fue certificado cuatro veces de Platino por la RIAA, a modo de acreditación de ventas de 4 millones de copias.

En Estados Unidos Britney debutó la semana del 24 de noviembre de 2001 directamente en la posición N.º 1 de la Billboard 200, con elevadas ventas de 746 mil copias. Con ello, Britney Spears se convirtió en la primera cantante que, en la historia de Nielsen SoundScan, hizo debutar a sus tres primeros álbumes de estudio en la posición N.º 1 de la Billboard 200. Por su parte, con su debut Britney desbancó de dicha posición a Invincible de Michael Jackson, el que la semana anterior había debutado con ventas de 366 mil copias, y superó al debut de Echoes: The Best of Pink Floyd de Pink Floyd, el que debutó en la posición N.º 2 con ventas de 215 mil copias.
Con todo, Britney registró el segundo debut de mayores ventas del año 2001 en Estados Unidos, tras quedar solo detrás del de Celebrity de 'N Sync, el que vendió más de 3,88 millones de copias en su primera semana en el país. Con ello, Britney se alzó con el mejor debut femenino del año, tras superar a debuts como los de Survivor de las Destiny's Child y All for You de Janet Jackson, los cuales también debutaron en la posición N.º 1 de la Billboard 200, con ventas que superaron los 2 millones de copias en tan solo un mes, respectivamente.
Aunque a la semana siguiente Scarecrow de Garth Brooks le desbancó con su debut de la posición N.º 1 de la Billboard 200, las elevadas ventas de Britney le hicieron permanecer sus seis semanas siguientes entre los diez álbumes más vendidos en Estados Unidos. Pese a ello, solo sus cinco primeras semanas le bastaron para vender más de 1 millón de copias en el país. En suma, según Nielsen SoundScan, Britney vendió 4,4 millones de copias en Estados Unidos, hasta principios de 2019, de los cuales 4 millones fueron certificados cuatro veces de Platino por RIAA. Con ello, Britney se convirtió en el tercer álbum de mayor éxito comercial de Britney Spears en el país, después de ...Baby One More Time y Oops!... I Did It Again.

## Promoción
El 6 de septiembre de 2001, Spears estrenó el primer sencillo del álbum, «I'm a Slave 4 U», en los MTV Video Music Awards 2001 en el Lincoln Center Metropolitan Opera House de Nueva York. La temática selvática fue criticada por el grupo de los derechos de los animales PETA, porque Spears actuó con un tigre blanco y una serpiente pitón. La noche siguiente, el 7 de septiembre, Spears realizó un dueto con Michael Jackson en su Michael Jackson: 30th Anniversary Celebration, en Nueva York. El dúo realizó «The Way You Make Me Feel». Un número de Rolling Stone con Spears en la portada estaría en los quioscos el 13 de septiembre. El 13 de septiembre, Spears iba a dar una conferencia de prensa en Sídney para una gira de promoción internacional del álbum, pero el evento se canceló por ser llamando inadecuado a la luz de los atentados terroristas en Estados Unidos ocurridos dos días antes. Spears dijo en un comunicado: «no me siento útil organizar una conferencia de prensa aquí en Australia para el lanzamiento de mi álbum». A principios de 2002, Britney celebró una conferencia de prensa en el Hotel Carlton en Cannes, Francia, el 19 de enero. También fue en ocasión de la ceremonia de NRJ Music Awards, que tuvo lugar en la música MIDEM 2002 conferencia internacional de la industria en Cannes.

### Aparición mundial
Ella interpretó «I'm A Slave 4 U» en los NRJ Music Awards en Francia en 2002. También realizó una conferencia de prensa en Japón en 2002, para promocionar su película debut y, al mismo tiempo el álbum. También hizo varios anuncios publicitarios en Japón y Corea titulado "Pepsi Mundial de la FIFA 2002". En Australia lo hizo en una conferencia de prensa con Dyan Lewis y celebró una exposición titulada "Pepsi Live" en el que incluye canciones de Britney, también promovió el "Crossroads". En México, se celebró una conferencia de prensa en julio de 2002. También en los Países Bajos, se volvió a celebrar una conferencia de prensa para su película y el álbum.
En 2002, apareció en un programa de alemán-show, Boulevard Bio, con el tema de «Niemand ist Perfekt» y se emitió el 15 de enero, en el que habla de su álbum y su película debut. En el Reino Unido, cantó «Overprotected» en Top of the Pops el 16 de enero. En Australia, fue entrevistado en directo en El Show de Sábado y fue transmitido el 26 de enero. En Alemania, y apareció en el show Wetten, dass..? y realizó su balada hit «I'm Not A Girl, Not Yet A Woman» el 23 de marzo. En México, visitó un programa de variedades mexicano, Otro Rollo, el 23 de julio.

### Presentaciones en vivo
A principios de 2001, Spears apareció por primera vez en el Super Bowl XXXV y se realizó el 28 de enero. Después de que ella hizo una aparición especial de televisión titulado Total Britney Live en el que canta sus canciones de su anterior álbum y su nueva canción de Britney. En los Estados Unidos, Britney visitó a El Show de Rosie O'Donnell y presentó «I'm A Slave 4 U» el 10 de septiembre. Apariciones en televisión incluyen actuaciones de Spears en la cadena NBC The Tonight Show with Jay Leno el 11 de octubre, El ABC de Rosie O'Donnell Show el 5 de noviembre, el de CBS Late Show con David Letterman el 6 de noviembre. El 18 de noviembre, Spears actuó en su primer concierto especial en vivo de HBO desde el MGM Grand de Las Vegas. Cher tenía previsto unirse a Britney en el concierto para cantar el hit de Sonny & Cher The Beat Goes On, una canción que la que Spears hizo un cóver en 1999 en su álbum debut, ... Baby One More Time. Sin embargo, se vio obligado Cher para cancelar el dúo previsto debido a un conflicto con el calendario de promoción europea de su próximo álbum, Living Proof.
Spears actuó en primer lugar con su balada «I'm Not A Girl, Not Yet A Woman» en el Show de Rosie O'Donnell el 5 de noviembre, y en la de CBS Late Show con David Letterman el 6 de noviembre. Britney realizó su sencillo «I'm A Slave 4 U» en The Late Show de CBS, con David Letterman el 3 de diciembre. La noche siguiente, el 4 de diciembre, Britney lo interpretó en el 2001 Billboard Music Awards en Las Vegas en un escenario dentro de las fuentes del Hotel Bellagio, que se emitió en Fox a las 8 p. m. ET.
Ese mismo año, el 9 de enero de 2002, cantó «I'm Not A Girl, Not Yet A Woman» en los 25 American Music Awards. Britney regresó como anfitriona e intérprete en el episodio del 2 de febrero de Saturday Night Live. Su todos los nuevos comerciales de Pepsi-su segundo anuncio de la compañía, se estrenó durante el 3 de febrero, el Super Bowl en Fox. Spears estaba programado para sentarse a una hora en el programa de Oprah Winfrey, durante la semana de 4 de febrero. También interpretó «I'm Not A Girl, Not Yet A Woman» en el All-Star Game el 9 de febrero. Luego, ella asistió al NBC The Tonight Show with Jay Leno para volver a interpretar «I'm Not A Girl, Not Yet A Woman», el 11 de febrero.
Spears estuvo muy ocupada en febrero de 2002 promoviendo el disco. Visitó nuevamente el programa Today de la NBC para conceder una entrevista el 6 de febrero. Spears llevó a cabo sus entrevistas en el NBC Tonight Show with Jay Leno el 11 de febrero, y posteriormente se presentó en El Show de Rosie O'Donnell para el Día de San Valentín de aquel año. Spears también asistió a la 44 ª Annual Grammy Awards el 22 de febrero.

### Sencillos

#### «I'm a Slave 4 U»
«I'm a Slave 4 U» fue el primer sencillo del álbum. Su estreno fue realizado el jueves 6 de septiembre de 2001 en los MTV Video Music Awards 2001. En este, la cantante interpretó el show con una serpiente albina montada en su cuello. Pese a que fue criticada por la organización defensora de los derechos de los animales, PETA, esta es considerada como una de las presentaciones más memorables de Britney Spears. Tras ello, sus lanzamientos fueron realizados durante el último cuatrimestre del año 2001, unas pocas semanas antes del lanzamiento de Britney. Con ello, «I'm a Slave 4 U» se convirtió en el octavo y en el noveno sencillo cronológico de Britney Spears en países como los Estados Unidos y el Reino Unido, respectivamente, y en su primer sencillo producido por el dúo The Neptunes.

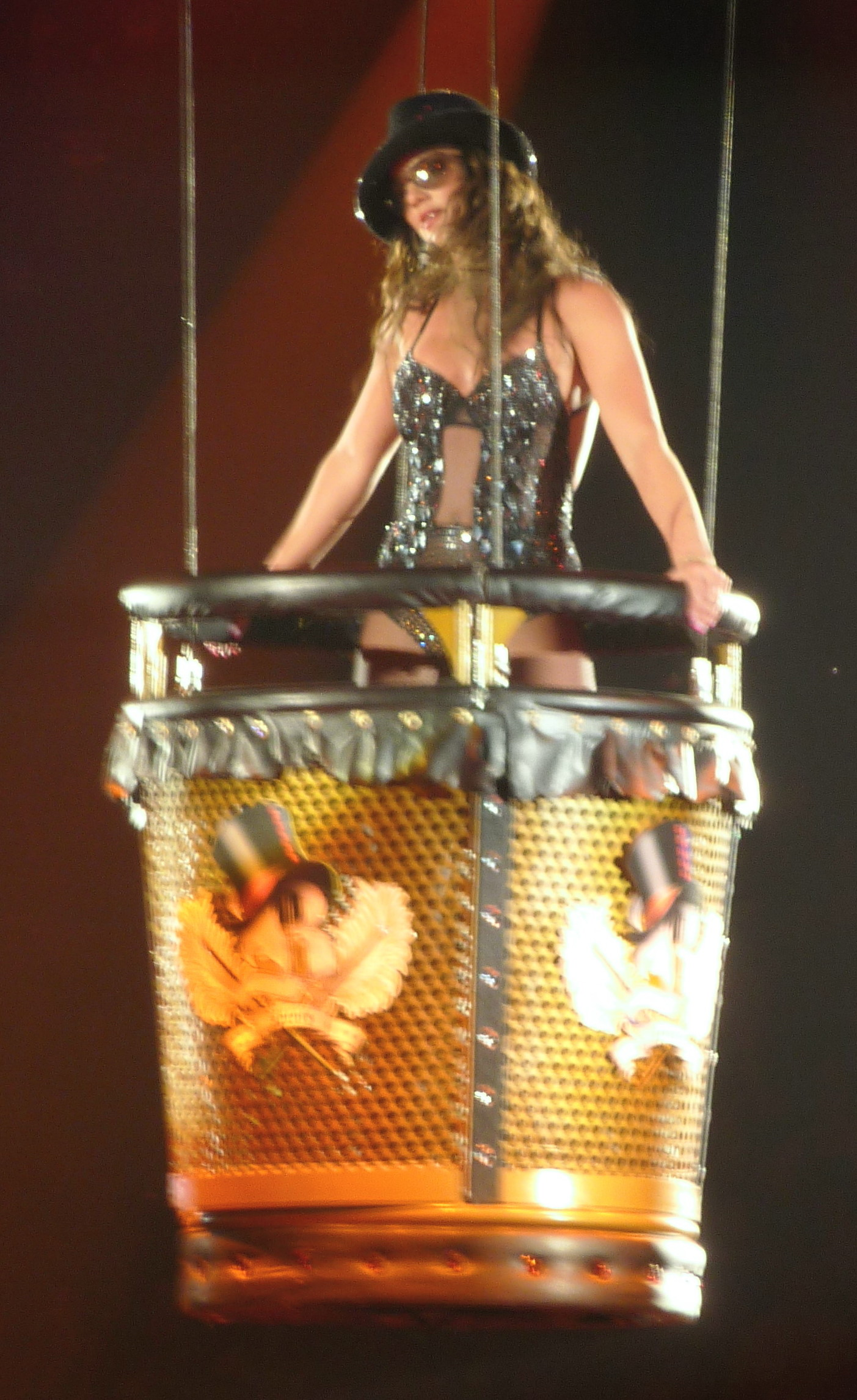
Britney Spears en el año 2009, durante la interpretación de «I'm a Slave 4 U» en su gira musical The Circus Starring: Britney Spears.

Su video musical fue dirigido por el director estadounidense Francis Lawrence, quien trabajó por primera vez con la cantante. Las escenas de este muestran a Britney Spears y a sus bailarines casi al desnudo, realizando coreografías sugestivas en un sauna underground de Asia. En él, la cantante es retratada como una esclava de la música que, tras bailar y sudar, llega junto al resto casi al punto de la deshidratación, lo que provoca el deseo colectivo de beber agua.
En suma, el sencillo y su video musical fueron elogiados por los críticos. Al respecto, Stephen Thomas Erlewine, de Allmusic, sostuvo que «I'm a Slave 4 U» era una «producción sensual» con influencias del cantante estadounidense Prince, uno de los más importantes e innovadores de los años 80. Además de ello, le catologó como uno de los mejores sencillos de la cantante y como una de las canciones más importantes de Britney, tras señalar que era uno de los «grandes pasos hacia adelante» del mismo. Por su parte, su erótico video musical recibió tres nominaciones en los MTV Video Music Awards 2002.
Con su buena recepción crítica, «I'm a Slave 4 U» se alzó como un éxito N.º 1 en Japón y como un top 10 en países como Alemania, Australia, Canadá, Francia y el Reino Unido. De manera particular, en Francia recibió la certificación de Plata de la SNEP, a modo de acreditación de ventas de 125 mil copias. Por su parte, pese a que en Estados Unidos alcanzó la modesta posición N.º 27 de la Billboard Hot 100, este se alzó como el primer éxito bailable de Britney Spears en los clubes nocturnos del país. Ello, tras alcanzar la posición N.º 4 de la Dance/Club Play Songs de Billboard. En suma, aunque «I'm a Slave 4 U» no consiguió asolar a la industria musical, este se alzó como el sencillo de mayor éxito comercial de Britney.

#### «Overprotected»
«Overprotected» fue el segundo sencillo de Britney, en países como el Reino Unido, y el tercero de este en Estados Unidos. Sus lanzamientos alrededor del mundo fueron realizados durante finales de 2001 y comienzos de 2002. Por su parte, en Estados Unidos sus lanzamientos fueron realizados bajo la versión Darkchild Remix, durante el segundo cuatrimestre del año 2002. Con ello, «Overprotected» se convirtió en el sexto sencillo de Britney Spears producido por el dúo sueco conformado por Max Martin y Rami; y, solo en Estados Unidos, en su primer sencillo producido por Rodney "Darkchild" Jerkins.
Dado a sus lanzamientos diferenciados, «Overprotected» contó con dos videos musicales. Mientras que el video musical internacional fue dirigido por el estadounidense Bille Woodruff, quien en el año 1999 dirigió el video musical de "Born to Make You Happy" para Britney Spears, el video musical de la versión Darkchild Remix fue dirigido por el también director estadounidense Chris Applebaum, quien trabajó por primera vez con la cantante. Por su parte, las líneas de historia de éstos muestran a Britney Spears cantando y bailando en una bodega de fábrica abandonada y fugándose de un hotel de lujo, respectivamente. Pese a su diversidad, ambos hicieron alusiones a la vida resguardada de la cantante, frente a los medios de comunicación y los paparazzi.
Por su parte, los críticos le dieron una buena recepción. Algunos como David Browne, de la revista Entertainment Weekly, sostuvieron que «Overprotected» era una «variación con letra más firme» de los éxitos pop de los dos primeros álbumes de estudio de la cantante: ...Baby One More Time y Oops!... I Did It Again. Tras ello, en el año 2003 «Overprotected» fue nominado a un Grammy en la categoría Mejor interpretación vocal pop femenina, en la que perdió frente a «Don't Know Why» de Norah Jones.
Respaldado por una buena recepción crítica, «Overprotected» se alzó como un éxito top 10 instantáneo en países como Italia, Japón, el Reino Unido y Suecia. Paralelamente, en Francia recibió la certificación de Plata de la SNEP, la que acreditó la venta local de 125 mil copias. Pese a dichos logros comerciales, en Estados Unidos solo alcanzó la posición N.º 86 de la Billboard Hot 100, continuando así con el período de escaso éxito comercial de los sencillos de Britney lanzados en el país. En España la versión internacional de «Overprotected» fue todo un éxito en la lista de Los 40 Principales, convirtiéndose en el sencillo mejor posicionado en la lista de este álbum. Aunque los sencillos «I'm a Slave 4 U» y «I Love Rock 'N' Roll» fueron bien posicionados, solo «Overprotected» consiguió posicionarse en el número 1.

#### «I'm Not a Girl, Not Yet a Woman»
«I'm Not a Girl, Not Yet a Woman» fue el segundo y el tercer sencillo de Britney en los Estados Unidos y el Reino Unido, respectivamente. Sus lanzamientos fueron realizados a comienzos del año 2002, en Estados Unidos, y durante el segundo cuatrimestre del mismo año alrededor del mundo. Con ello, «I'm Not a Girl, Not Yet a Woman» se convirtió en el séptimo sencillo de Britney Spears producido por Max Martin y Rami, quienes produjeron a dos de sus sencillos más exitosos: «...Baby One More Time» y «Oops!... I Did It Again». Ello, tomando como referencia a su discografía en el Reino Unido y considerando a la versión The Stop Remix! de «(You Drive Me) Crazy», también producida por el dúo.

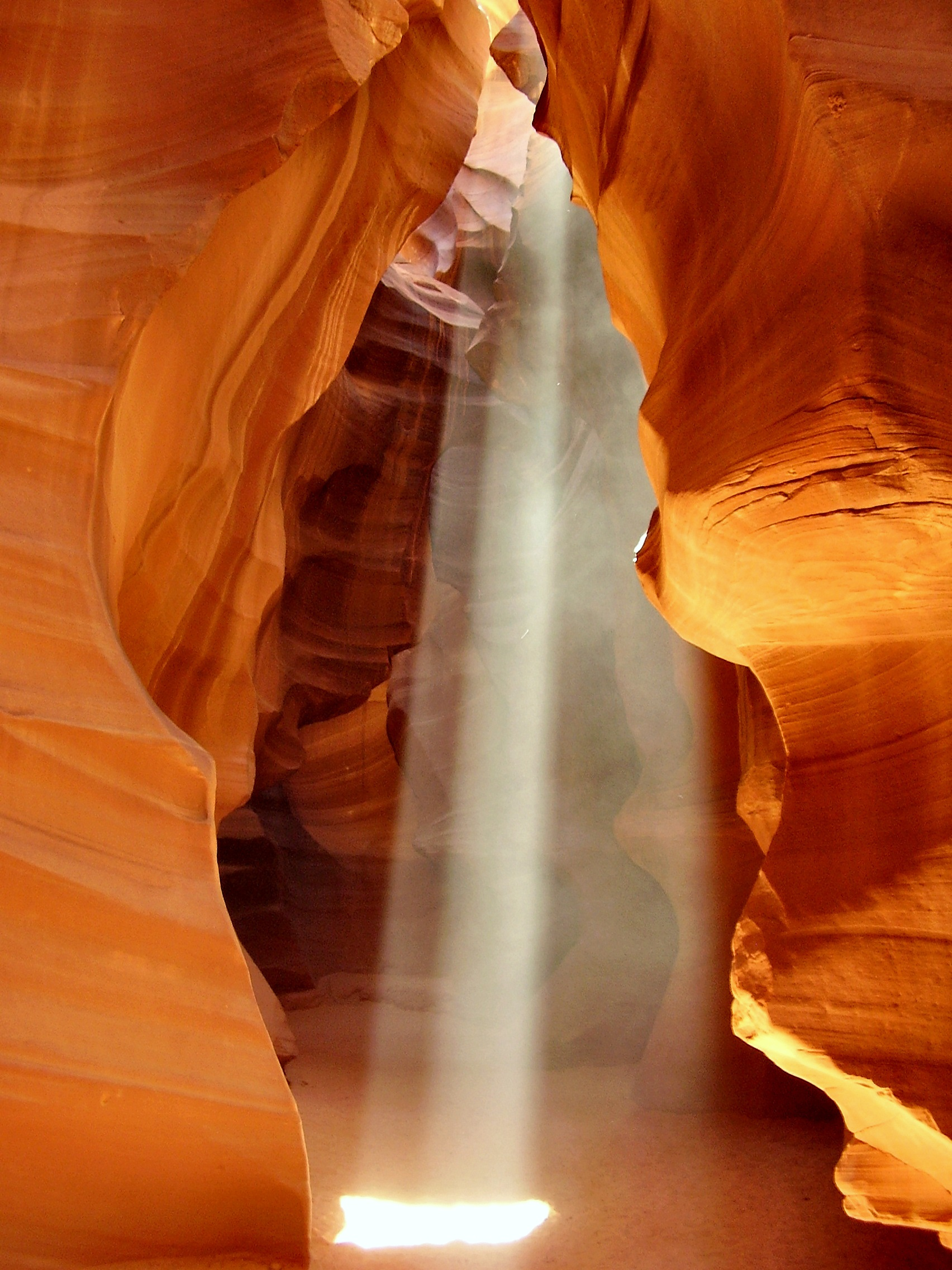
El video musical de «I'm Not a Girl, Not Yet a Woman» fue rodado en el Antelope Canyon.

Su video musical fue dirigido por el director estadounidense Wayne Isham, quien trabajó por primera vez con la cantante. Sus escenas muestran a una Britney Spears pensativa cantando solitariamente en el Antelope Canyon y reflexionando sobre su transición a la madurez sexual. Dado que «I'm Not a Girl, Not Yet a Woman» formó parte de banda sonora de la película Crossroads, en la que la cantante hizo su debut como actriz, una de las dos ediciones creadas de este, también incorporó escenas de la película.
Por su parte, los críticos le dieron una buena recepción. Algunos como Stephen Thomas Erlewine, de la guía web Allmusic, sostuvieron que «I'm Not a Girl, Not Yet a Woman» fue «fundamental» en Britney, debido a que en esta la cantante «se esforzó por profundizar en su persona, sin dejar de ser reconocible, tras ser más adulta». Paralelamente, Barry Walters, de la revista Rolling Stone, señaló que esta suministró la «balada de peso» que Britney Spears «anhelaba» y que desde entonces podía manejar.
Aunque al igual que la mayoría de los sencillos de Britney, «I'm Not a Girl, Not Yet a Woman» tampoco consiguió asolar a la industria musical, este alcanzó posiciones elevadas en varios países. Se alzó como un éxito N.º 1 en Japón, donde su video musical ganó un Golden Disc Award, y como un top 10 instantáneo en países como Alemania, Australia y el Reino Unido. Contrario a ello, en Estados Unidos «I'm Not a Girl, Not Yet a Woman» se convirtió en el primer sencillo de Britney Spears que fracasa en ingresar a la Billboard Hot 100.

#### «I Love Rock 'N' Roll»

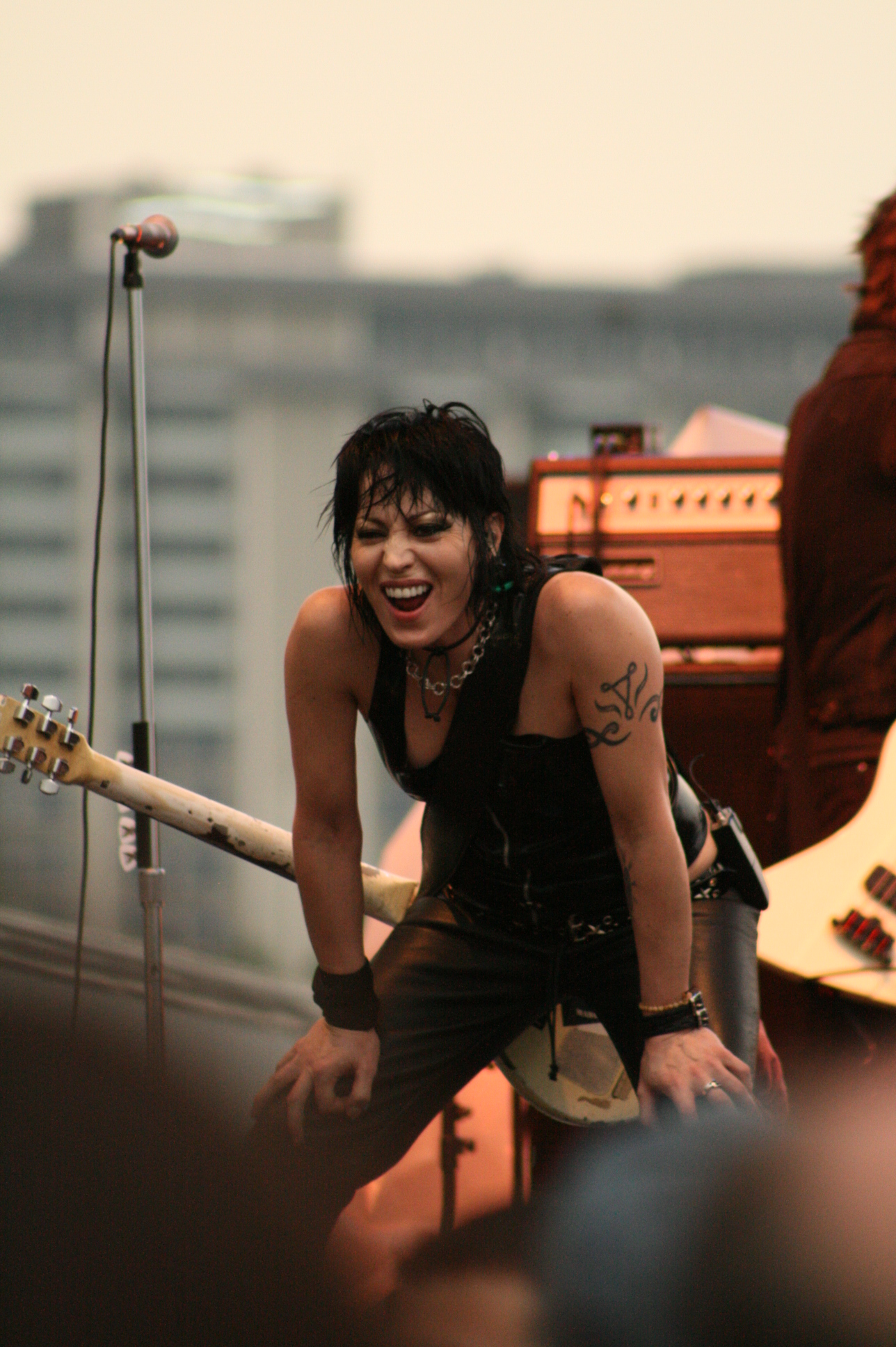
Con su cover de «I Love Rock 'N' Roll», Joan Jett alcanzó la posición Nº 1 de la Billboard Hot 100 durante siete semanas consecutivas del año 1982.

«I Love Rock 'N' Roll» fue el cuarto y, en el caso del Reino Unido, quinto y último sencillo de Britney. Sus lanzamientos fueron realizados fuera de Estados Unidos, durante el tercer trimestre del año 2002 y durante el último cuatrimestre del mismo año, en el caso del Reino Unido. Con ello, «I Love Rock 'N' Roll» se convirtió en el primer cóver de Britney Spears lanzado como sencillo y en el primero de ellos producido por Rodney "Darkchild" Jerkins, quien también creó el Darkchild Remix lanzado en Estados Unidos de «Overprotected».
Su video musical fue dirigido por el director estadounidense Chris Applebaum, quien en el mismo año dirigió el video musical del mencionado Darkchild Remix de «Overprotected» para la cantante. Las escenas de este, muestran a Britney Spears vestida con ajustadas ropas de cuero, mientras canta con un micrófono, sacude su pelo y se retuerce sobre una motocicleta.
Pese al prestigio de Rodney "Darkchild" Jerkins, «I Love Rock 'N' Roll» desencadenó una recepción polar por parte de los críticos. En suma, «I Love Rock 'N' Roll» se alzó como un top 10 fugaz en unos pocos países, entre los cuales se destaca a Alemania, y como un top 20 masivo en numerosos países, incluyendo a Australia y el Reino Unido. Por su parte, en este último debutó en la posición N.º 13 de la UK Singles Chart y, tras no lograr ascender, registró el posicionamiento entonces más bajo alcanzado por un sencillo de Britney Spears, luego de superar a «Don't Let Me Be the Last to Know».

#### «Boys»
«Boys» fue el cuarto y, en el caso de Estados Unidos, último sencillo de Britney. Sus lanzamientos fueron realizados bajo la versión The Co-Ed Remix, con la colaboración de Pharrell Williams, durante el segundo cuatrimestre del año 2002. Ello se debió a que este formó parte de la banda sonora de la película cómica Austin Powers in Goldmember. Con ello, después de «I'm a Slave 4 U», «Boys» se convirtió en el segundo sencillo de Britney Spears escrito y producido por el dúo hip-hop The Neptunes.

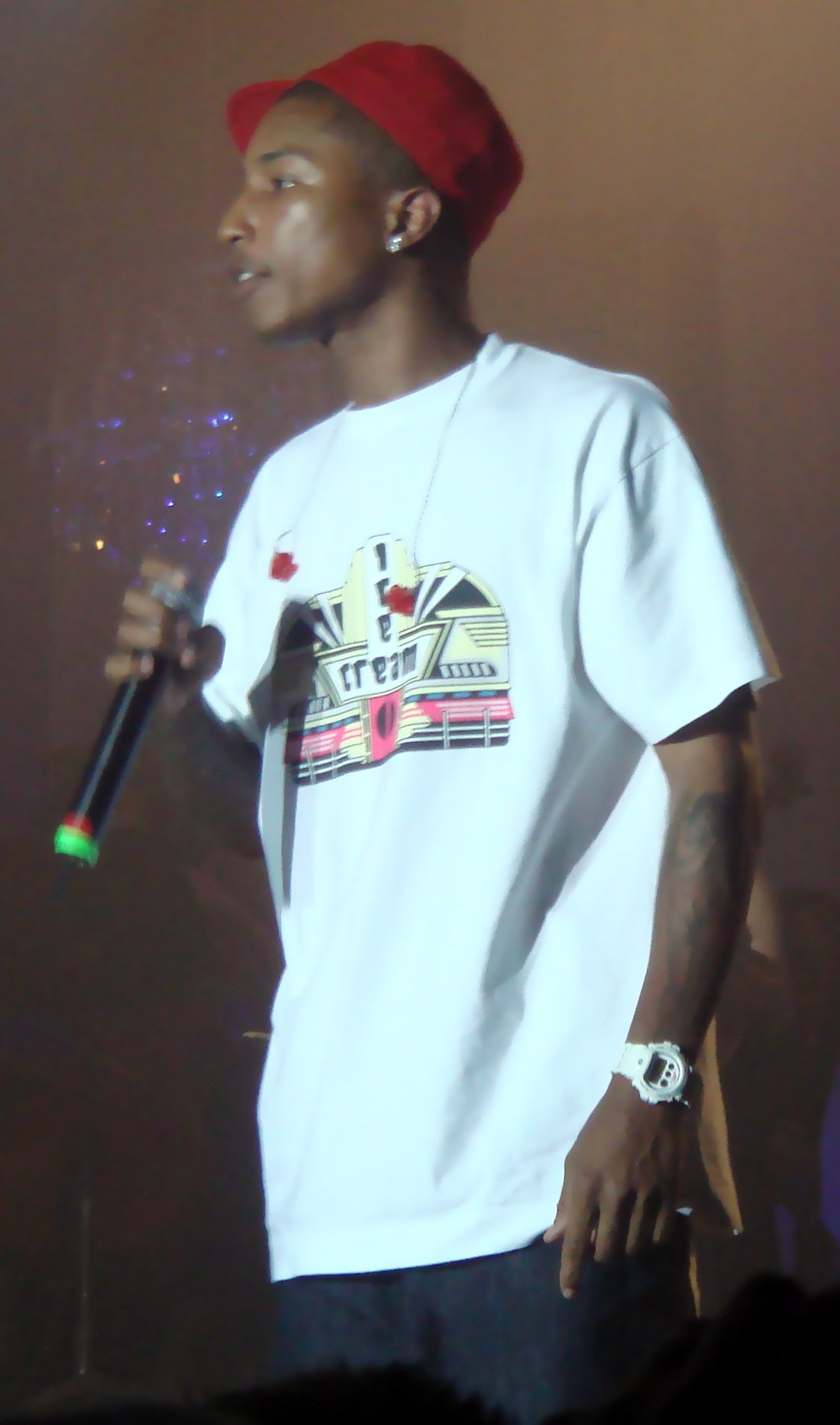
Pharrell Williams figuró como artista invitado en la versión The Co-Ed Remix de «Boys».

Su video musical fue dirigido por el director estadounidense Dave Meyers, quien en el año 2000 dirigió el video musical de "Lucky" para la cantante. La línea de historia de este muestra a Britney Spears, a Pharrell Williams y a Mike Myers —como Austin Powers de Austin Powers in Goldmember— en una fiesta nocturna, exótica y sugestiva, organizada por la cantante en una gran mansión. Aunque su impacto fue modesto, este posteriormente fue nominado en la categoría Best Video from a Film en los MTV Video Music Awards 2003.
Por su parte, los críticos le dieron una buena recepción. Algunos como Barry Walters, de Rolling Stone, sostuvieron que «Boys» era una de las canciones «más atractivas e importantes» de Britney, tras la primera incursión de la cantante en el rhythm and blues. Paralelamente, Stephen Thomas Erlewine, de Allmusic, sentenció que «Boys» era un reflejo de la influencia de Janet Jackson en la carrera de Britney Spears y una de las canciones «más sexies» que la cantante había hecho hasta entonces.
Pese a los elogios de los críticos y a su lanzamiento especial bajo la versión The Co-Ed Remix, «Boys» fracasó en conseguir logros comerciales mayores. Este solo se alzó como un top 10 fugaz en unos pocos países, entre los cuales se destacan a Japón y el Reino Unido, y como un top 20 modesto en países como Alemania, Australia y los Países Bajos. Por su parte, en Estados Unidos, después de «I'm Not a Girl, Not Yet a Woman», «Boys» se convirtió en el segundo sencillo de la cantante que fracasa en ingresar a la Billboard Hot 100, finalizando así una era carente de sencillos exitosos de Britney Spears en el país.

#### «Anticipating»
«Anticipating» fue el sexto sencillo únicamente en el caso de Francia, con lo que cierra con este sencillo el álbum de Britney. Sus lanzamiento fue durante el tercer cuatrimestre del año 2002. Se utilizó como apoyo para su promoción la presentación en vivo desde Las Vegas.

### Dream Within a Dream Tour

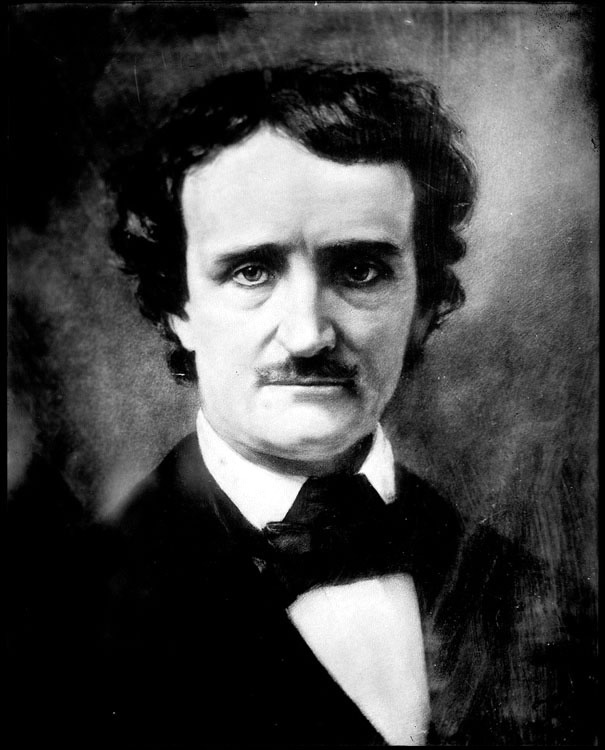
El poema "A Dream Within a Dream" de Edgar Allan Poe fue la inspiración detrás del Dream Within a Dream Tour.

Con el objetivo de promover a Britney, durante los años 2001 y 2002, Spears realizó su cuarta gira musical, Dream Within a Dream Tour, la que representó a la segunda de ellas de carácter internacional. El concepto detrás de esta estuvo basado en el poema "A Dream Within a Dream" del poeta romántico estadounidense Edgar Allan Poe. Por su parte, Wade Robson, quien había trabajado con la cantante en algunos de sus videos musicales, fue quien dirigió, concibió y coreografió sus espectáculos.
Aunque, inicialmente, el Dream Within a Dream Tour comenzaría el viernes 26 de octubre de 2001 en Miami, el inicio de este debió ser postergado por unos días, debido a que la cantante se encontraba agripada. En suma, este arrancó el jueves 1 de noviembre de 2001 en Columbus, la ciudad más grande y capital del estado estadounidense de Ohio. Tras ello, en su primer legado, el Dream Within a Dream Tour recorrió a finales del año 2001 a Estados Unidos y, en un único espectáculo en Toronto, a Canadá. En el año 2002 a ello le siguió un único espectáculo en Japón, realizado el jueves 25 de abril de 2002 en Tokio, y un segundo y último legado en América del Norte, donde su paso también comprendió a dos espectáculos en la Ciudad de México; culminando así el lunes 28 de julio de 2002 en México, en un controversial espectáculo final cancelado a medio camino, debido a que una tormenta asoló a la ciudad.
Dado a su éxito, a principios del año 2002 fue lanzado alrededor del mundo el DVD Live from Las Vegas, el que fue grabado durante uno de los espectáculos en la MGM Grand Garden Arena de Las Vegas y transmitido en vivo el domingo 18 de noviembre de 2001 por el canal de cable HBO. Tras ello, dado a sus elevadas ventas, Live from Las Vegas fue certificado dos veces de Platino por la RIAA, en Estados Unidos, y de Platino por la SNEP y la ARIA, en Francia y Australia, respectivamente, convirtiéndose en uno de los DVD más vendidos del año a nivel mundial. En suma, en sus 68 espectáculos, el Dream Within a Dream Tour recaudó ganancias superiores a los $43,7 millones, los cuales entonces le alzaron como la gira musical de mayor éxito comercial de Britney Spears.

## Listado de canciones
- Edición estándar

| CD    |                                   |          |  |
| N.º   | Título                            | Duración |  |
| 1.    | «I'm a Slave 4 U»                 | 03:23    |  |
| 2.    | «Overprotected»                   | 03:18    |  |
| 3.    | «Lonely»                          | 03:19    |  |
| 4.    | «I'm Not a Girl, Not Yet a Woman» | 03:51    |  |
| 5.    | «Boys»                            | 03:26    |  |
| 6.    | «Anticipating»                    | 03:16    |  |
| 7.    | «I Love Rock 'N' Roll»            | 03:06    |  |
| 8.    | «Cinderella»                      | 03:39    |  |
| 9.    | «Let Me Be»                       | 02:51    |  |
| 10.   | «Bombastic Love»                  | 03:05    |  |
| 11.   | «That's Where You Take Me»        | 03:32    |  |
| 12.   | «What It's Like to Be Me»         | 02:50    |  |
| 39:06 |                                   |          |  |

- Bonus tracks

| CD    |                      |          |  |
| N.º   | Título               | Duración |  |
| 13.   | «When I Found You»   | 03:36    |  |
| 14.   | «Before the Goodbye» | 03:50    |  |
| 46:32 |                      |          |  |

| CD    |              |          |  |
| N.º   | Título       | Duración |  |
| 15.   | «I Run Away» | 04:04    |  |
| 50:36 |              |          |  |

- Edición de lujo

| CD    |                                   |          |  |
| N.º   | Título                            | Duración |  |
| 1.    | «I'm a Slave 4 U»                 | 03:23    |  |
| 2.    | «Overprotected»                   | 03:18    |  |
| 3.    | «Lonely»                          | 03:19    |  |
| 4.    | «I'm Not a Girl, Not Yet a Woman» | 03:51    |  |
| 5.    | «Boys»                            | 03:26    |  |
| 6.    | «Anticipating»                    | 03:16    |  |
| 7.    | «I Love Rock 'N' Roll»            | 03:06    |  |
| 8.    | «Cinderella»                      | 03:39    |  |
| 9.    | «Let Me Be»                       | 02:51    |  |
| 10.   | «Bombastic Love»                  | 03:05    |  |
| 11.   | «That's Where You Take Me»        | 03:32    |  |
| 12.   | «When I Found You»                | 03:36    |  |
| 13.   | «I Run Away»                      | 04:04    |  |
| 14.   | «What It's Like To Be Me»         | 02:50    |  |
| 15.   | «Before The Goodbye»              | 03:50    |  |
| 51:06 |                                   |          |  |

## Rankings de ventas de álbumes

### Semanales
| País              | Lista musical   | Primera semana | Posición de ingreso | Mejor posición | Semanas en la mejor posición | Semanas en la lista musical | Última semana |
| ----------------- | --------------- | -------------- | ------------------- | -------------- | ---------------------------- | --------------------------- | ------------- |
| América           |                 |                |                     |                |                              |                             |               |
| Canadá            | Canadian Albums | 24-11-2001     | 1                   | 1              | 1                            | 4                           | 22-12-2001    |
| Estados Unidos    | Billboard 200   | 24-11-2001     | 1                   | 1              | 1                            | 58                          | 11-01-2003    |
| Europa            |                 |                |                     |                |                              |                             |               |
| Alemania          | Top 50 Albums   | 17-11-2001     | 1                   | 1              | 1                            | 39                          | 17-08-2002    |
| Austria           | Top 75 Albums   | 18-11-2001     | 1                   | 1              | 1                            | 46                          | 20-06-2002    |
| Bélgica (Flandes) | Top 50 Albums   | 17-11-2001     | 8                   | 3              | 1                            | 42                          | 14-09-2002    |
| Bélgica (Valonia) | Top 50 Albums   | 17-11-2001     | 7                   | 7              | 2                            | 38                          | 10-08-2002    |
| Dinamarca         | Top 40 Albums   | 16-11-2001     | 8                   | 8              | 1                            | 14                          | 19-04-2002    |
| Finlandia         | Top 40 Albums   | 14-11-2001     | 24                  | 19             | 1                            | 20                          | 29-04-2002    |
| Francia           | Top 200 Albums  | 10-11-2001     | 2                   | 2              | 1                            | 54                          | 22-02-2003    |
| Irlanda           | Top 30 Albums   | 10-11-2001     | 8                   | 8              | 1                            | 3                           | 24-11-2001    |
| Italia            | Top 20 Albums   | 08-11-2001     | 10                  | 10             | 1                            | 2                           | 15-11-2001    |
| Noruega           | Top 40 Albums   | 13-11-2001     | 5                   | 5              | 1                            | 18                          | 14-05-2002    |
| Países Bajos      | Top 100 Albums  | 17-11-2001     | 16                  | 11             | 1                            | 36                          | 24-08-2002    |
| Reino Unido       | Top 40 Albums   | 17-11-2001     | 4                   | 4              | 1                            | 36                          | 02-10-2004    |
| Suecia            | Top 60 Albums   | 16-11-2001     | 6                   | 6              | 1                            | 28                          | 20-06-2002    |
| Suiza             | Top 100 Albums  | 18-11-2001     | 1                   | 1              | 1                            | 35                          | 21-07-2002    |
| Oceanía           |                 |                |                     |                |                              |                             |               |
| Australia         | Top 50 Albums   | 18-11-2001     | 4                   | 4              | 1                            | 32                          | 18-08-2002    |
| Nueva Zelanda     | Top 40 Albums   | 25-11-2001     | 17                  | 17             | 1                            | 10                          | 04-08-2002    |

| Predecesor: Lenny de Lenny Kravitz                        | Top 75 Albums — Álbum N° 1 18 de noviembre de 2001 — 24 de noviembre de 2001    | Sucesor: GHV2 de Madonna                      |
| Predecesor: Invincible de Michael Jackson                 | Top 100 Albums — Álbum N.º 1 18 de noviembre de 2001 — 24 de noviembre de 2001  | Sucesor: Gölä III de Gölä                     |
| Predecesor: The Hits - Chapter One de los Backstreet Boys | Canadian Albums — Álbum N.º 1 24 de noviembre de 2001 — 31 de noviembre de 2001 | Sucesor: Big Shiny Tunes 6 de Various Artists |
| Predecesor: Invincible de Michael Jackson                 | Billboard 200 — Álbum N.º 1 24 de noviembre de 2001 — 31 de noviembre de 2001   | Sucesor: Scarecrow de Garth Brooks            |

### Anuales
| País        | Ranking        | Posición |
| ----------- | -------------- | -------- |
| Europa      |                |          |
| Reino Unido | Top 200 Albums | 105      |

| País           | Ranking        | Posición |
| -------------- | -------------- | -------- |
| América        |                |          |
| Estados Unidos | Billboard 200  | 8        |
| Europa         |                |          |
| Reino Unido    | Top 200 Albums | 79       |

## Certificaciones
| País/Continente | Proveedor      | Año  | Certificación | Nivel | Simbolización | Ventas certificadas |
| América         |                |      |               |       |               |                     |
| Argentina       | CAPIF          | 2001 | Multi-Platino | 3     | 3▲            | 140.000             |
| Brasil          | ABPD           | 2001 | Oro           | 1     | ●             | 50.000              |
| Canadá          | CRIA           | 2002 | Multi-Platino | 3     | 3▲            | 500.000             |
| Estados Unidos  | RIAA           | 2001 | Multi-Platino | 5     | 5▲            | 5.000.000           |
| Europa          |                |      |               |       |               |                     |
| Alemania        | IFPI Alemania  | 2002 | Platino       | 1     | ▲             | 700.000             |
| Austria         | IFPI Austria   | 2001 | Platino       | 1     | ▲             | 90.000              |
| Bélgica         | BEA            | 2001 | Platino       | 1     | ▲             | 200.000             |
| Europa          | IFPI           | 2002 | Multi-Platino | 2     | 2▲            | 2.800.000           |
| Finlandia       | IFPI Finlandia | 2002 | Diamante      | 1     | ●             | 275.000             |
| Francia         | SNEP           | 2003 | Platino       | 1     | ▲             | 370.000             |
| Hungría         | MAHASZ         | 2002 | Oro           | 1     | ●             | 65.000              |
| Noruega         | IFPI           | 2002 | Oro           | 1     | ●             | 25.000              |
| Países Bajos    | NVPI           | 2001 | Oro           | 1     | ●             | 40.000              |
| Reino Unido     | BPI            | 2002 | Platino       | 1     | ▲             | 300.000             |
| Suecia          | IFPI Suecia    | 2001 | Oro           | 1     | ●             | 30.000              |
| Suiza           | IFPI Suiza     | 2002 | Multi-Platino | 2     | 2▲            | 80.000              |
| Oceanía         |                |      |               |       |               |                     |
| Australia       | ARIA           | 2002 | Multi-Platino | 2     | 2▲            | 140.000             |
| Nueva Zelanda   | RIANZ          | 2002 | Oro           | 1     | ●             | 7.500               |

- Nota: Las ventas certificadas están basadas en los criterios utilizados por las respectivas organizaciones musicales hasta el año 2005. Por su parte, éstas no representan, necesariamente, las ventas totales vendidas por Britney en cada división territorial.

## Premios
| Ceremonia                    | Premio                                                                |
| ---------------------------- | --------------------------------------------------------------------- |
| 2002                         |                                                                       |
| Barbie Award                 | Barbie Girl                                                           |
| Cosmopolitan Magazine        | Fun, Fearless Female of the Year                                      |
| Emmy Awards                  | Mejot Dirección (Britney Spears: Live From Las Vegas)                 |
| Emmy Awards                  | Mejor Especial de Televisión(SNL)                                     |
| MTV Asia Awards              | Mejor Artista Femenina Internacional                                  |
| Neil Bogart Memorial Fund    | Children's Choice Award                                               |
| Popstar! Magazine            | Poptastic Cantante Femenina                                           |
| Rolling Stone Magazine Award | Mejor Vestida Femenina                                                |
| Rolling Stone Magazine Award | Mejor Artista Femenina                                                |
| Teen Choice Awards           | Choice Female Artist                                                  |
| Teen Choice Awards           | Choice Hottie Female                                                  |
| Yahoo!                       | Top Searched Artist of the Year                                       |
| 2003                         |                                                                       |
| Glamour Magazine (UK)        | Mujer del Año                                                         |
| Golden Music Awards          | Mejor Video Internacional ("I'm not a girl, not yet a woman")         |
| Hollywood Life Magazine      | 10 Most Toned in a New Hollywood                                      |
| Japan Golden Disc Awards     | Mejor Nueva Artista Internacional                                     |
| Japan Golden Disc Awards     | Mejor Video Musical Internacional ("I'm not a girl, not yet a woman") |
| Popstar! Magazine            | Poptastic Female Singer                                               |
| TRL Awards                   | First Lady Award                                                      |
| Yahoo!                       | Top Searched Artist of the Year                                       |

## Créditos
| Edición estándar |                                   |                                 |                                                               |
| Estados Unidos   |                                   |                                 |                                                               |
| 1                | «I'm a Slave 4 U»                 | The Neptunes                    | Pharrell Williams & Chad Hugo                                 |
| 2                | «Overprotected»                   | Max Martin & Rami               | Max Martin & Rami                                             |
| 3                | «Lonely»                          | Darkchild                       | Rodney Jerkins, Brian Kierulf, Josh Schwartz & Britney Spears |
| 4                | «I'm Not a Girl, Not Yet a Woman» | Max Martin & Rami               | Max Martin, Rami & Dido                                       |
| 5                | «Boys»                            | The Neptunes                    | Pharrell Williams & Chad Hugo                                 |
| 6                | «Anticipating»                    | Brian Kierulf & Josh Schwartz   | Brian Kierulf, Josh Schwartz & Britney Spears                 |
| 7                | «I Love Rock 'N' Roll»            | Darkchild                       | Jake Hooker & Alan Merrill                                    |
| 8                | «Cinderella»                      | Max Martin & Rami               | Max Martin, Rami & Britney Spears                             |
| 9                | «Let Me Be»                       | Brian Kierulf & Josh Schwartz   | Brian Kierulf, Josh Schwartz & Britney Spears                 |
| 10               | «Bombastic Love»                  | Max Martin & Rami               | Max Martin & Rami                                             |
| 11               | «That's Where You Take Me»        | Brian Kierulf & Josh Schwartz   | Brian Kierulf, Josh Schwartz & Britney Spears                 |
| 12               | «What It's Like to Be Me»         | Wade Robson & Justin Timberlake | Wade Robson & Justin Timberlake                               |